# Pandemònium
|  | Per a altres significats, vegeu «El Pandemonium». |

Pandemònium (títol original: Pandemonium) és una  pel·lícula de comèdia de 1982 que parodia pel·lícules de terror. Va tenir un repartiment que incloïa Eileen Brennan, Phil Hartman, Tab Hunter, Carol Kane, David Lander, Eve Arden, Paul Reubens, i Tom Smothers.
La pel·lícula va anar a producció amb el títol de treball Thursday the 12th, i va ser l'última actuació d'Arden.
Ha estat doblada al català.

## Argument
Algú està matant animadores en un campament, i la Royal Canadian Mountie envia el policia Cooper per intentar solucionar el cas.

## Repartiment
- Tom Smothers: Cooper
- Paul Reubens: Johnson
- Eve Arden: l'Alcalde
- Candice Azzara: Bambi
- Carol Kane: Candy
- Eileen Brennan: la mare de Candy
- Judge Reinhold: Glenn
- Kaye Ballard: la mare de Glenn
- Donald O'Connor: el pare de Glenn
- Tab Hunter: Blau Grange
- David L. Lander: Pepe
- Phil Hartman: el Reporter
- Debralee Scott: Sandy
- Marc McClure: Randy